# Granville Bradshaw
Granville Bradshaw (Preston, 1887 - Hitchin, 1969) was een Brits ingenieur, uitvinder en luchtvaartpionier die vliegtuig- en motorfietsmotoren ontwikkelde.

## Geschiedenis
Bradshaw werd in 1887 geboren als zoon van William en Annie Bradshaw in Preston (Lancashire). Zijn vader was juwelier en opticien. Al op negentienjarige leeftijd ontwierp Bradshaw twee vliegtuigen en een vliegtuigmotor, die in 1910 door Star Engineering Company werden gebouwd. Een van deze vliegtuigen was een dubbeldekker, die waarschijnlijk nooit heeft gevlogen. Het andere model was een eendekker met een 3.927cc-watergekoelde 40pk-viercilindermotor. Deze dreef een 2,03 meter grote Clarke-propeller aan. Het ontwerp was bijzonder: de romp bestond uit een houten driehoeksconstructie die overtrokken was met textiel, en waarbij de delen met metalen platen en gekruiste staalkabels met elkaar verbonden waren. Boven de staart zat een richtingsroer, maar het hoogteroer bestond uit twee ruitvormige delen aan weerszijden. Deze eendekker zou worden gedemonstreerd bij een bijeenkomst van de Midland Aero Club, met Granville Bradshaw als piloot, maar de machine vloog niet. Hierna werd het ontwerp herzien. De textielovertrek verdween, de hoogte- en breedteroeren werden vervangen door meer conventionele exemplaren en de radiateur werd verplaatst naar de achterkant van de motor. De romp werd in twee delen gebouwd, zodat ze uit elkaar genomen kon worden voor het transport. In 1911 werd een nieuwe poging ondernomen door Joseph Lisle, de zoon van de oprichter van Star. Deze slaagde, maar vader Edward zag zijn zoon vliegen en was zo geschrokken dat hij hem verbood dat ooit nog te doen. Granville Bradshaw vloog ook met de machine en hij kon daarna als hoofdontwerper in dienst treden bij de All British Engine Company (volgens sommige bronnen was Bradshaw mede-oprichter van dit bedrijf).

### ABC vliegtuigmotoren
De motor van het Star vliegtuig was een viercilinder lijnmotor, maar voor ABC ontwikkelde Bradshaw een aantal stermotoren. In 1912 maakte hij versies van 30-, 60- en 100 pk. Deze waren al heel modern en het Britse Ministerie van Oorlog bestelde grote aantallen van deze motoren en verschillende vliegtuigbouwers maakte vliegtuigen die ervoor geschikt waren. In 1918 ontwikkelde Bradshaw de ABC Wasp, die voorzien was van een koperlaag op de koelribben om de warmtegeleiding te verbeteren. De betrouwbaarheid van de motoren viel echter tegen en het ontwerp werd overgenomen door het Royal Aircraft Establishment, een onderdeel van het ministerie. Daar wilde men de problemen oplossen, maar omdat de oorlog eindigde werden deze pogingen gestaakt. Voor de ontwikkelingen van vliegtuigen en vliegtuigmotoren kreeg hij de Order of the British Empire. In 1920 verscheen de ABC Dragonfly stermotor, die ook niet bijzonder betrouwbaar bleek. 

### Inbouwmotoren
Na de oorlog ging ABC zich richten op de productie van motorfietsen. In 1920, na een reorganisatie, was Bradshaw nog slechts adviseur van ABC, waardoor hij zijn ontwerpen ook kon verkopen aan andere merken. Bradshaw deed ook nog enkele pogingen om zijn eigen motorfietsen te produceren, maar zijn merken Omega en Bumblebee flopten. Dat gold ook voor sommige van zijn motoren. De langsgeplaatste V-twin die hij voor P&M maakte werd geen succes, en zijn oliegekoelde 350cc-blokken waren niet bijzonder betrouwbaar, maar de tweecilinder boxermotoren waren bijzonder populair. Ze inbouwmotoren werden gebruikt door veel fabrikanten die (mede) daardoor hun eigen motorfietsen konden produceren. De meeste in het Verenigd Koninkrijk, maar de Bradshaw-motoren werden ook geëxporteerd naar België, Duitsland, Frankrijk, Italië, Oostenrijk en Zwitserland.
Bradshaw verkocht ook veel patenten voor gokmachines, maar verloor veel geld door verkeerde investeringen. Hij concentreerde zich in de jaren vijftig op een motor met een torusvormige cilinder, de zogenaamde "ringmotor", die hij in zijn eigen merk "Omega" bouwde, maar die ook geen succes werd.
In 1911 trouwde Granville Bradshaw met Violet Elsie Partridge in Wolverhampton. Zij scheidde in 1926 van hem, waarna hij in 1927 in het huwelijk trad met Muriel Mathieson in Kensington (Londen). Hij overleed in 1969 in Hitchin (Hertfordshire).